# FC Bălți
FC Bălți (rum. Fotbal Club Bălți /fotbal klub bəlt͡si/) – mołdawski klub piłkarski z siedzibą w Bielcach.

## Historia
Chronologia nazw:
- 1963: Stroitel Bielce (ros. «Строитель» Бельцы)
- 1968: Stroiindustria Bielce (ros. ФК «Стройиндустрия» Бельцы)
- 1969: Pișcevik Bielce (ros. ФК «Пищевик» Бельцы)
- 1984: Zarea Bielce (ros. ФК «Заря» Бельцы)
- 1992: Olimpia Bielce (ros. ФК «Олимпия» Бельцы)
- 2014: Zaria Bielce (ros. ФК «Заря» Бельцы)
- 2020: FC Bălți (ros. ФК «Бэлць»)

Drużyna piłkarska Stroitel została założona w mieście Bielce w 1963 roku.
W 1963 debiutował w Klasie B, strefie 1 Mistrzostw ZSRR, w której występował do 1969. W 1968 zmienił nazwę na Stroiindustria, a w 1969 na Pișcevik.
W 1970 po kolejnej reorganizacji systemu lig ZSRR klub nie otrzymał miejsca w rozgrywkach profesjonalnych.
W 1984 już jako Zarea ponownie startował w Drugiej Lidze ZSRR, strefie 5, w której występował do 1991.
W 1992 klub zmienił nazwę na Olimpia i debiutował w Wyższej Lidze Mołdawii. W latach 2001–2006 występował w Dywizji A. W 2006 powrócił do Divizia Națională. Latem 2014 ponownie zmienił nazwę na Zaria, a w 2020 na FC Bălți.

## Sukcesy
- 7. miejsce w Drugiej Lidze ZSRR, strefie 5: 1985
- 1/64 finału Pucharu ZSRR: 1991/92
- 3. miejsce w Divizia Națională: 1994/95
- Zdobywca Pucharu Mołdawii: 2015/16

## Europejskie puchary
Legenda do wszystkich tabel:
- Q – runda eliminacyjna, 1/16, 1/8, 1/4, 1/2 – odpowiednia faza rozgrywek, Grupa – runda grupowa, 1r gr – pierwsza runda grupowa, 2r gr – druga runda grupowa, F – finał, R – runda, PO – play-off
- k. – rzuty karne, los. – losowanie, Dogr. – dogrywka, w. – zasada bramek strzelonych na wyjeździe

| Sezon   | Rozgrywki   | Runda | Klub             | Dom | Wyjazd | Ogólnie     |
| ------- | ----------- | ----- | ---------------- | --- | ------ | ----------- |
| 2010/11 | Liga Europy | 1Q    | Xəzər Lenkoran   | 0–0 | 1–1    | 1–1, w.     |
| 2010/11 | Liga Europy | 2Q    | Dinamo Bukareszt | 0–2 | 1–5    | 1–7         |
| 2016/17 | Liga Europy | 1Q    | Videoton         | 2–0 | 0–3    | 2–3         |
| 2017/18 | Liga Europy | 1Q    | FK Sarajevo      | 2–1 | 1–2    | 3–3, k: 6–5 |
| 2017/18 | Liga Europy | 2Q    | Apollon Limassol | 1–2 | 0–3    | 1–5         |
| 2018/19 | Liga Europy | 1Q    | Górnik Zabrze    | 1–1 | 0–1    | 1–2         |